# 查克·查普曼
查克·查普曼（英語：Chuck Chapman，1911年4月21日—2002年3月6日），加拿大男子篮球运动员。他曾代表加拿大获得1936年夏季奥运会篮球比赛男子银牌。

## 家庭
弟弟阿特·查普曼也是篮球运动员。